# Acleris ophthalmicana
Acleris ophthalmicana (лат.) — вид бабочек из семейства листовёрток. Распространён на островах Хонсю и Сикоку (Япония). Бабочек можно наблюдать в мае и с августа по сентябрь. Размах крыльев 16—19 мм. 